# Marian Trapassi
Marian Trapassi (Palermo, 1970) è una cantautrice italiana.

## Biografia
Diplomata all'Accademia delle Belle Arti di Palermo, dov'è nata, Marian Trapassi inizia la sua formazione musicale con gruppi rock della sua città con i quali matura le prime esperienze nell'ambito del circuito indipendente.
L'esordio da cantautrice avviene nel 2002 con l'uscita di Sogno verde, maturato dopo un lungo soggiorno a New York. Il disco è prodotto da Simone Chivilò, già chitarrista e collaboratore di Massimo Bubola. Il brano Essere viene inserito nella compilation internazionale European Roadworks Music a rappresentanza della scuola cantautoriale italiana.
Nel 2004 esce Marian Trapassi, lavoro che otterrà un buon riscontro di critica. Con questo disco Marian è tra i finalisti del concorso "L'artista che non c'era", organizzato dalla rivista specializzata in musica d'autore italiana "L'isola che non c'era", e vince il prestigioso Premio Ciampi di Livorno quale miglior artista debuttante. È inoltre da segnalare la presenza all'interno del cd della cover Per Elisa (portata al successo da Alice).
Il successo del disco apre la porta a numerose collaborazioni, fra cui quella con Ashley Hutchings, leader dei Fairport Convention.
Nel 2008 esce Vi chiamerò per nome, lavoro in cui Marian si concentra particolarmente su ritratti e percorsi di vita di donne.

L'album vede la collaborazione di numerose figure femminili, ad esso partecipano infatti le cantautrici Syria (in Sofia), Lubjan (in Se bastasse e Luogo comune), Veronica Marchi, Diana Tejera, Valentina Gravili, Mirella Lipari, Emy Berti.

## Discografia

### Album
- 2002 - Sogno verde
- 2004 - Marian Trapassi
- 2008 - Vi chiamerò per nome
- 2014 - Bellavita

### Singoli
- 2004 - Storie
- 2008 - Viola
- 2008 - Lucilla e le altre